# My Future
"My Future" (estilizada em letras minúsculas) é uma canção da cantora estadunidense Billie Eilish para seu segundo álbum de estúdio Happier Than Ever (2021). Foi composta por Eilish e seu irmão Finneas O'Connell, que também produziu a canção. Foi lançada em 30 de julho 2020 através da Darkroom e Interscope Records.

## Antecedentes
Em 20 de janeiro de 2020, Eilish confirmou que estava gravando um novo álbum e revelou planos de lançar um documentário em algum momento de 2020, o último dos quais começou a ser gravado em julho de 2018. Em 24 de julho, Eilish divulgou o nome da música e a data de lançamento.

## Recepção crítica
Após o lançamento, "My Future" recebeu críticas geralmente positivas dos críticos de música. William Hughes do The A.V. Club, chamou a música de "sonolenta" e "sonâmbula". Gary Dinges da USA Today elogiou o conteúdo lírico, descrevendo que tem "letras cruas e vozes estelares". Samantha Hissong e Brittany Spanos da Rolling Stone, descreveram "My Future" como a "música mais edificante de Eilish até hoje". Coco Romack da MTV elogiou a música como "sonhadora". A equipe da Teen Vogue comentou que a música "mostra o crescimento como Billie está olhando para o mundo".

## Videoclipe

Screenshot do vídeo

Um videoclipe animado para "My Future" foi dirigido pelo australiano Andrew Onorato, e publicado no canal oficial de Eilish no YouTube em 30 de julho de 2020.

## Desempenho nas tabelas musicas

### Tabelas semanais
| Tabela musical (2020)                     | Melhor posição |
| ----------------------------------------- | -------------- |
| Alemanha (GfK Entertainment Charts)       | 47             |
| Austrália (ARIA)                          | 3              |
| Bélgica (Ultratop da Valônia)             | 20             |
| Bélgica (Ultratop de Flandres)            | 26             |
| Canadá (Billboard CHR/Top 40)             | 46             |
| Canadá (Canadian Hot 100)                 | 9              |
| Chéquia (Singles Digitál Top 100)         | 30             |
| Dinamarca (Hitlisten)                     | 18             |
| Escócia (Official Charts Company)         | 14             |
| Espanha (PROMUSICAE)                      | 78             |
| Estados Unidos (Billboard Hot 100)        | 6              |
| Estados Unidos (Billboard Hot Rock Songs) | 1              |
| Estados Unidos (Mainstream Top 40)        | 30             |
| Finlândia (Suomen virallinen lista)       | 19             |
| França (SNEP)                             | 94             |
| Irlanda (IRMA)                            | 8              |
| Itália (FIMI)                             | 60             |
| Noruega (VG-lista)                        | 12             |
| Nova Zelândia (Recorded Music NZ)         | 4              |
| Países Baixos (Dutch Tipparade)           | 16             |
| Reino Unido (UK Singles Chart)            | 7              |
| Suíça (Schweizer Hitparade)               | 16             |

## Históricos de lançamentos
| Região      | Data de lançamento  | Formato                    | Gravadora           | Ref.   |
| ----------- | ------------------- | -------------------------- | ------------------- | ------ |
| Várias      | 30 de julho de 2020 | Download digital streaming | Darkroom Interscope | [ 35 ] |
| Austrália   | 31 de julho de 2020 | Rádios mainstream          | Universal           | [ 36 ] |
| Reino Unido | 31 de julho de 2020 | Rádios mainstream          | Darkroom Interscope | [ 37 ] |